# فرودگاه والتون
فرودگاه والتون  (به انگلیسی: Walton Airport)  یک فرودگاه همگانی   است که یک باند فرود بتن دارد و طول باند آن ۱۳۳۸ متر است. این فرودگاه در شهر لاهور کشور پاکستان قرار دارد و در ارتفاع ۲۰۷ متری از سطح دریا واقع شده است.